# 67 Pułk Artylerii Ciężkiej
67 pułk artylerii ciężkiej (67 pac) – oddział artylerii ciężkiej ludowego Wojska Polskiego.
Pułk został sformowany we wrześniu 1945  w garnizonie Gniezno (Poznański Okręg Wojskowy), w składzie 12 Łużyckiej Brygady Artylerii Ciężkiej. Jednostka powstała w wyniku przeformowania 8 Brygady Artylerii Ciężkiej i włączenia w jej skład 6 samodzielnego dywizjonu artyleryjskiego rozpoznania pomiarowego z 2 Łużyckiej Dywizji Artylerii.
W marcu 1949 roku 12 BAC została podporządkowana dowódcy Okręgu Wojskowego Nr IV. 10 października 1950 roku jednostka została dyslokowana do garnizonu Września, gdzie zajęła koszary przy ul. Kościuszki 14, w których dotąd stacjonował 2 Sudecki pułk czołgów.
W terminie do 30 lipca 1951 pułk został przekazany w podporządkowanie dowódcy Okręgu Wojskowego Nr II, skierowany na Poligon Artyleryjski w Suchatówce i tam przeformowany w 33 Brygadę Artylerii Ciężkiej. Jesienią tego roku brygada została dyslokowana do garnizonu Inowrocław.
21 czerwca 1951 z dywizjonu artyleryjskiego rozpoznania pomiarowego 67 pac została wyłączona 1 bateria rozpoznania dźwiękowego. Na jej bazie został sformowany dywizjon artyleryjskiego rozpoznania pomiarowego 14 Brygady Artylerii Ciężkiej.

## Żołnierze pułku
- Zygmunt Orłowski